# Batrachidea vesca
Batrachidea vesca är en insektsart som beskrevs av Grant Jr., H.J. 1956. Batrachidea vesca ingår i släktet Batrachidea och familjen torngräshoppor. Inga underarter finns listade i Catalogue of Life.